# カオスフィールド
『カオスフィールド』 (Chaosfield) は、マイルストーンが制作した縦スクロールシューティングゲーム。2004年にアーケード版を稼動させ、同年にドリームキャストへ移植。
2005年にはニンテンドー ゲームキューブ移植版『カオスフィールド エクスパンデッド』と、PlayStation 2移植版『カオスフィールド ニューオーダー』も発売された。

## 概要
通常スクロール系のシューティングゲームは長い道中を経由してボスにたどり着くが、本作ではその「道中」を廃し、中ボスやステージボスに連続して挑む「ボスラッシュ」を主体としたゲームデザインとなっている。また、難易度の異なる2つのフィールド、オーダーフィールドとカオスフィールドを切り替えながら戦う「フィールドチェンジ」システムも大きな特徴。
開発スタッフの一人である永田大祐は『電撃オンライン』とのインタビューの中で、本作を複数人によってこねられた粘土にたとえ、その点が気に入らなかった旨を話している。

## ゲームシステム
- 1レバー+3ボタン制。Aボタンでショット、Bボタンでソード、Cボタンでフィールドチェンジ。また、A・Bボタンの同時押しでウィングレイヤーを、B・Cボタンの同時押しでロックオンショットを使用する。
- 全5ステージ(ゲーム中ではフェイズと表記)構成。各フェイズは三つの場面に分かれており、それぞれにボスが一体配置されている。ボスを破壊するか、制限時間が0になると次の場面へと進む。
- 自機がダメージを受けるとシールドを1つ消費し、シールドが全て無くなるとゲームオーバー。

### プレイヤー・武器性能
プレイヤー機は三種類用意されており、ゲーム開始時に任意の物を選択できる。
Mixed Blue (ミクスドブルー) / パイロット…HAL (ハル)
過去の戦闘データを基に改良を加え、調整された機体。平均的な性能で扱いやすい。
Flawed Red (フロードレッド) / パイロット…IFUMI (イフミ)
Mixed Blueをベースに、さらなる機動力の強化に重点を置いて設計された最新鋭機。移動スピードが最も早い。
Fake Yellow (フェイクイエロー) / パイロット…JINN (ジン)
開発初期に制作された試作機。火力は高いものの、武装の癖が強い。
武装は以下の四種類。基本的な武装構成は全機とも同じだが、それぞれ性能が大きく異なっている。
ショット
遠距離攻撃用。フルオート連射。
- Mixed Blue - 前方二連ショットと同時に、爆風を発生させる炸裂弾を前方斜め左右へ放つ。
- Flawed Red - 前方6方向へ敵をロックし攻撃し続けるレーザーを照射。カオスフィールドにいる状態だとロック性能が失われ、代わりに敵を貫通する様になる。『ラジルギ』にもほぼ同性能の武装「123レーザー」が登場している。
- Fake Yellow - 前方へ射程の短い電撃を放つ。その後電撃を放った方向へスパークが走り、敵へ連続ダメージを与える。

ソード
接近攻撃用。機体毎の性能差は無い。自機の左右に一本ずつ装備されており、ボタンをテンポ良く押す事で連続攻撃(左、右、左右同時)が可能。
ウィングレイヤー
一定時間の間、敵弾を防ぐ分身を発生させる。連射は出来ない。
- Mixed Blue - 前方へ少し進んだ後、その場に設置される。
- Flawed Red - 自機の周囲を回転するレイヤー2つを装備。カオスフィールドだと装備数が3つに増える。
- Fake Yellow - 8個のレイヤーを広範囲へ設置する。設置場所はランダム。

ロックオンショット
レーダーで敵の攻撃可能な部位をまとめてロックし、攻撃する。一度にロック出来る数は最大100まで。
- Mixed Blue - 前方へ扇形のロックオンサイトを展開する。
- Flawed Red - 前方へ円形のロックオンサイトを展開する。
- Fake Yellow - 前方斜め左右の方向へロックオンサイトを展開。正面はロックしない。

ショット以外の武装は敵へのダメージ以外にも殆どの敵弾に対して消去効果がある。
また、ウィングレイヤーとロックオンショットを使用するには「METAストック」を1つ消費しなければならない。METAストックはMETAアイテムを10個回収する毎に1つ溜まり、最大10までストック出来る。尚、ゲーム開始時の初期ストック数は3。

### アイテム
敵や攻撃可能部位を破壊する、または自機がダメージを受けた際にアイテムが出現するが、METAストックの状態に応じて出現するアイテムが変化する。
- METAアイテム(赤) - METAストックが最大まで溜まっていない状態だと出現。METAストックのゲージを増加させる。
- 得点アイテム(金) - METAストックが最大数まで溜まっている状態で出現。1つ5000点。

アイテムは一度で多量に出現する事が殆どだが、攻撃をしない状態で一瞬待つとアイテムが自機に吸い寄せられる様になっている為、容易に回収出来る。

### 得点システム
コンボ
ウィングレイヤーで敵弾を消すか敵を破壊する、またはロックオンショットで敵や敵弾をロックするとコンボが成立し、HIT数が上昇。HIT数に応じて獲得点に倍率が掛かる様になっている。最大HIT数は9999までで、それ以上はカウントされない。
コンボには有効時間が設定されており、画面上に表示されるコンボゲージで確認可能。有効時間内にコンボを繋げるとゲージが回復し、ゲージが無くなるとコンボは終了となる。
タイムボーナス
各ボス戦ではタイマーがセットされており、その時間内にボスを倒した場合は残りタイムの分だけ得点を得られる。時間内で倒せなかった場合はボスが撤退していき、ボーナスは得られない。

### フィールドチェンジ
フィールドチェンジボタンを押すごとに、低難易度の「オーダーフィールド」と高難易度の「カオスフィールド」とを往き来する。フィールドチェンジの際は自機が一時無敵になり全敵弾を消去するが、一度切り替えた後は数秒待たないと再使用できない。
使用可能になった時、そのサインとして自機にオーラのような白いエフェクトが付く。
オーダーフィールドは敵の攻撃が比較的緩やかで、一度に出現するアイテムの数が多い反面、コンボ数を稼ぎにくいという短所がある。
これに対し、カオスフィールドは敵の攻撃が激しくなり、アイテムの出現数もオーダーフィールド展開時より少ない。一方で、カオスフィールドが展開されている時は、自機の攻撃力が上昇するほか、敵弾をロックできるロックオンショットが使えるようになるため、コンボ数を稼ぎやすくなる。

## 移植版の独自要素
エクスパンデッド (GC版)
- アーケード版には存在しなかったザコ敵の追加、ボスの攻撃パターンの変更、BGMのリミックス等を行ったオリジナルモードが収録されている。
- アーケード版やDC版で多く見られた処理落ちが殆ど発生しなくなっており、結果的に難易度が大幅に上昇している。

ニューオーダー (PS2版)
- 一度クリアしたフェイズの中から任意のものを選択し、スコアアタックに挑戦できる「チャレンジモード」を収録。
- 他機種と比較すると、敵の攻撃パターンが異なっている部分が多い。

## 開発
コンパイル倒産後、元スタッフの永田大祐はある3DCGスタジオの関係者から『アレスタ』の精神的な続編を作らないかという話を持ちかけられた。この時点から、既にオーダーフィールドとカオスフィールドを裏返すというアイデアが含まれていた。
その後、原案者がプロジェクトから脱退したものの、元コンパイルの営業部社員である木村拓史がマイルストーンを設立するにあたり、永田はコンパイルの元社員を呼び集めた上で本作の開発に当たった。永田は原案の意図や設定を読み解きながら、一から開発しなければならなかったと4Gamer.netとのインタビューの中で振り返っている。
結果として、本作の開発は多人数で「粘土をベタベタ弄るみたい」になってしまい、誰の作品なのか、誰が指揮するのかも決まっていないがためにストレスを感じていたと、永田は後に振り返っている。
最終的に、完成したゲームの内容は、企画書からかけ離れたものとなった。

## 評価

### アーケード版に対する反響
本作のアーケード版は2005年1月にTOKYOアーケンドゲームランキング、ミディ・テーブル型ビデオゲーム部門1日あたりの売上トップ30において、18位にランクインした。

### 『エクスパンデッド』に対する評価
本作のゲームキューブ版にあたる『カオスフィールド エクスパンデッド 』は週刊ファミ通のレビューにおいて40点満点中24点をとった。
レビュアーからは、ボスラッシュに限定されたステージ構成の斬新さや、大きな敵を倒したときの達成感の強さが評価された一方、その独特なシステム故に人を選ぶといった指摘や、シューティングゲーム特有の敵を打ち負かしていく爽快感が薄いという指摘が寄せられた。